# 覆萼苣苔属
覆萼苣苔属（学名：Chayamaritia）是苦苣苔科的一属。

## 下属物种
本属包括以下物种：
- Chayamaritia banksiae D.J.Middleton
- Chayamaritia smitinandii (B.L.Burtt) D.J.Middleton
- 越南覆萼苣苔 Chayamaritia vietnamensis F.Wen, T.V.Do, Z.B.Xin & S.Maciej.[2]